# Ràtzies al Curopalatinat d'Ibèria
Ràtzies al Curopalatinat (642-750)
La primera incursió dels àrabs al territori del Curopalatinat d'Ibèria o Kartli va tenir lloc el 642 o 643, però va ser rebutjada.
El 654 els àrabs derroten l'exèrcit romà d'Orient dirigit per Mavrianos, que es refugià al Curopalatinat. Els àrabs hi entren perseguint-lo. Esteve', el patrikioz (patrici) romà d'Orient se sotmet i demana un tractat de pau. Habib Ibn Maslama accepta i el tractat fou conclòs en bones condicions pels georgians. També se signen tractats amb cada un dels senyors. Però pocs anys després els georgians es revolten i Adarnases II expulsa els àrabs, dirigits per Baraba, de tot el Curopalatinat. Tanmateix, Constantinoble va reclamar la submissió i el tribut. Justinià II va enviar el general Léonti, i després hi va anar ell mateix i va assolar el país recollint un fort impost. La presència dels Khàzars al nord, i el perill que pels àrabs suposava el control per aquests del pas de Darial, va fer que enviessin més exèrcits.
El 697 els àrabs sotmeten el país de la Làzica, territori romà d'Orient governat pel patrikioz Sergi Barnuskisdze, passant pel Curopalatinat, però en ambdós territoris la rebel·lió és endèmica.
Cap a l'any 700 el califa Abd al-Malik (685-705) nomena governador de l'Azerbaidjan, Armènia i Mesopotàmia el seu germà Muhammad Ibn Marwan, el qual travessa Albània i Kartli arrasant els monestirs i les viles i massacrant els habitants. El país és incorporat a la província d'Arminiya (Armènia) amb el governador resident a Dvin. Els fills d'Esteve II, Mihri i Artxil, que eren senyors locals (eristhavi) del samthavro d'Herècia, que dirigeixen els rebels, fugiran més tard cap a Abkhazétia (Abkhàzia) on governava com eristhavi Lleó I.
El 717 l'emperador romà d'Orient, estant assetjat Constantinoble pels àrabs, acorda reconèixer Mihri i Artxil com a reis d'Ibèria o Kartli i reconèixer com a sobirà hereditari a Lleó I d'Abkhazétia, però com a vassall de Kartli (l'Abkhazétia estava dins l'antic territori de Làzica que Constantinoble considerava seu però que estava ocupat pels musulmans, tot i que l'erishtavi Lleó estava rebel·lat contra ells). Mihri i Artxil, amb l'ajuda de Lleó I, derrotaren als àrabs cap al 720, prop d'Anakopia, obligant-los a evacuar la Geòrgia Occidental que va caure en mans de Lleó I d'Abkhàzia.
El 723 el Califa Yezid II nomena governador d'Arminiya a al Djarrah Ibn Allah al-Hakim, amb l'encàrrec de combatre els Khàzars de manera decisiva, cosa que va acomplir, però el 730 els Khàzars van passar al contraatac i van aixafar les forces d'Al Djarrah, que va morir en el combat. El 732 la flota àrab que anava a atacar Constantinoble va ser destruïda per una tempesta i el mateix any els francs guanyaren la batalla de Poitiers. Llavors es va decidir una acció contra els khàzars, aliats de facto de Constantinoble, i per això calia dominar efectivament Transcaucàsia. Un exèrcit sota el comandament de Merwan Ibn Muhàmmad, nebot del Califa, entra a la regió (735) i castiga amb duresa als rebels. Les peticions de clemència no van ser escoltades i els georgians anomenaren al cap àrab «Krou» (sord). Merwan ocupa els passos de Darial i Derbent i continua massacrant la població. El 737 els àrabs entren al país dels khàzars, els derroten i els obliguen a adoptar la religió musulmana.
El 740 els romans d'Orient derroten a les forces del Califa. Els khàzars renuncien a la religió musulmana. Llavors els àrabs van separar el Kartli d'Arminiya, i van constituir un govern (emirat) separat, amb seu a Tblisi, amb dues guarnicions a Rustavi i Dmanissi, conegut com a emirat de Tblisi. El cap rebel Artxil va ser capturat el 745, i executat i tot i que els seus fills Joann i Djuancher van conservar el poder local a Herècia, la rebel·lió es va aturar. Però el 750 la rebel·lió va tornar a esclatar després de les mesures impopulars del nou govern abbàssida. Uns anys després, cap al 780, l'Herècia es va independitzar sota una família vinguda d'armènia, els Bagratuní, que van aprofitar el vuit de poder deixat per les actuacions dels àrabs que havien assolat la regió. També una altra regió, la dels Tsanars, a l'Est, un territori tribal només nominalment subjecta, es va fer independent sota un lideratge unificat donant origen al principat de Kakhétia.